# Echinothrips
Genre
Echinothrips est un genre de thrips de la famille des Thripidae.

## Liste d'espèces
Selon Catalogue of Life (24 mai 2020) :
- Echinothrips americanus Morgan, 1913
- Echinothrips asperatus Hood
- Echinothrips cancer O'Neill
- Echinothrips capricorn O'Neill
- Echinothrips caribeanusHood, 1955
- Echinothrips floridensis (Watson, 1919)
- Echinothrips subflavus Hood, 1927